# Dagana (Tchad)
Dagana er et af de tre departementer, som udgør regionen Hadjer-Lamis i Tchad.
12°59′43″N 15°43′57″Ø / 12.9953°N 15.7325°Ø